# 毛诺·佩卡拉
毛诺·佩卡拉（芬蘭語：Mauno Pekkala，1890年1月27日—1952年6月30日）是芬兰政治人物，曾任芬兰总理及芬中协会主席。

## 生平
1890年1月27日生于敘斯邁。毕业于赫尔辛基大学，从事林业工作。之后加入了芬兰社会民主党，1926年12月至1927年12月在韦伊诺·坦纳内阁出任农业部长。
继续战争结束后，佩卡拉加入了由共产主义者、社会主义者和社会民主主义者组成的“芬兰人民民主联盟”。1945年4月至1946年3月出任国防部长。1946年至1948年出任总理。
此外，他从1927年开始一直连任芬兰议会议员。1950年被提名为芬兰总统候选人。
1952年6月30日晚在赫尔辛基因中风逝世。